# 庆州历史遗迹地区
慶州歷史遺跡地區（： Gyeongju Yeoksa Yujeok Jigu）位於韓國慶尚北道慶州市。慶州為新羅王朝（西元前57年－935年）的國都，當地有大量新羅的遺跡和文物。「慶州歷史遺跡地區」於2000年列為世界遺產。

## 簡介
慶州歷史遺跡可分為五個區域，包括新羅王朝宮殿遺址月城、新羅王朝陵墓聚集地大陵苑、新羅佛教重要代表寺廟皇龍寺和芬皇寺、擁有防禦設施的山城、以及佛教文化為主的南山。

### 月城地區
月城地區的歷史遺跡主要包括新羅王朝的王宮月城遺址（韓國指定史蹟第16號）、東宮與月池（韓國指定史蹟第18號）、慶州金氏始祖金閼智的誕生地雞林（韓國指定史蹟第19號）、奈勿王陵（韓國指定史蹟第188號），以及瞻星臺（韓國國寶第31號）。
月城（韓語：월성，另稱半月城、新月城）以其形狀像上弦月而得名，為新羅王朝的王宮，推測月城興建於第5代新羅國王婆娑王22年（西元101年）。月城東、西、北三面以岩石與泥土築牆，南面則利用天然懸崖與河川阻絕敵人。城牆長1,841公尺，牆外有護城河，城內面積為19.4公頃。西元935年新羅滅亡後，月城逐漸廢棄，今日僅可見地面上的礎石。
東宮與月池位於月城的東北角，建於新羅文武王14年（西元674年），作為皇太子或王位繼承人居住的宮殿，宮殿中有人工鑿成的大池塘。新羅滅亡後，高麗與朝鮮王朝時期此地與月城一樣成為廢墟，池塘過去曾被命名為「雁鴨池」，但在1980年於此地發現的陶器碎片上寫著「月池」，因此重新正名「東宮與月池」。
雞林（韓語：계림）位於月城的西邊，為慶州金氏始祖金閼智的誕生地。奈勿王陵在雞林旁邊，為新羅第17代國王奈勿王（西元356－402年在位）的陵墓。
瞻星臺（첨성대）位於月城的西北角、雞林北方，推測建於新羅善德女王（西元632－647年）時期，為朝鮮半島最古老的天文建築物，也是目前亞洲現存最古老的觀測臺:300。慶州的瞻星臺直徑5.17公尺的圓柱形建築物，高9.4公尺，當時以代表一年的362塊花崗岩堆砌而成。借助底層的水鏡與窗口映入的光線來觀測日食及星辰移動等天文現象，以占卜吉兇來決定朝鮮的國家大事及農民的稼穡作業。被定為韓國國寶第31號。

### 大陵苑
大陵苑（韓語：대릉원，另稱大陵園）位於慶州市皇南洞，為一座占地12.7公頃的古墳公園，其中有23座新羅時代的古墳，較著名的有天馬塚（천마총，155號古墳）、皇南大塚（98號古墳）與味鄒王陵（175號古墳）。目前唯一可入內參觀為天馬塚；陵墓規模最大為皇南大塚；唯一已確認墓主身分為味鄒王陵，其為新羅第13代國王味鄒王（西元261－284年在位）的陵墓。
朴正熙總統執政期間，為了開挖規模大陵苑中最大的皇南大塚，於1973年先對規模較小的天馬塚進行開挖，在陵墓中找到「障泥 天馬圖」（韓國國寶第207號），因而命名為「天馬塚」。天馬塚高12.7公尺、底邊直徑50公尺，總共出土11,526件文物。天馬塚墓主身分尚未確認，一說為新羅第22代國王智證王（西元500－514年在位）。天馬塚開挖完畢後，1973－1975年開挖皇南大塚。皇南大塚高25公尺、底邊直徑83公尺，皇南大塚由兩個像駝峰的陵墓組成：北側的陵墓找到金冠、女子的腰帶、手鏈；南側的陵墓找到男子頭骨，推測有可能為夫妻墓。皇南大塚共出土5萬7千件文物。

### 皇龍寺地區（皇龍寺和芬皇寺）

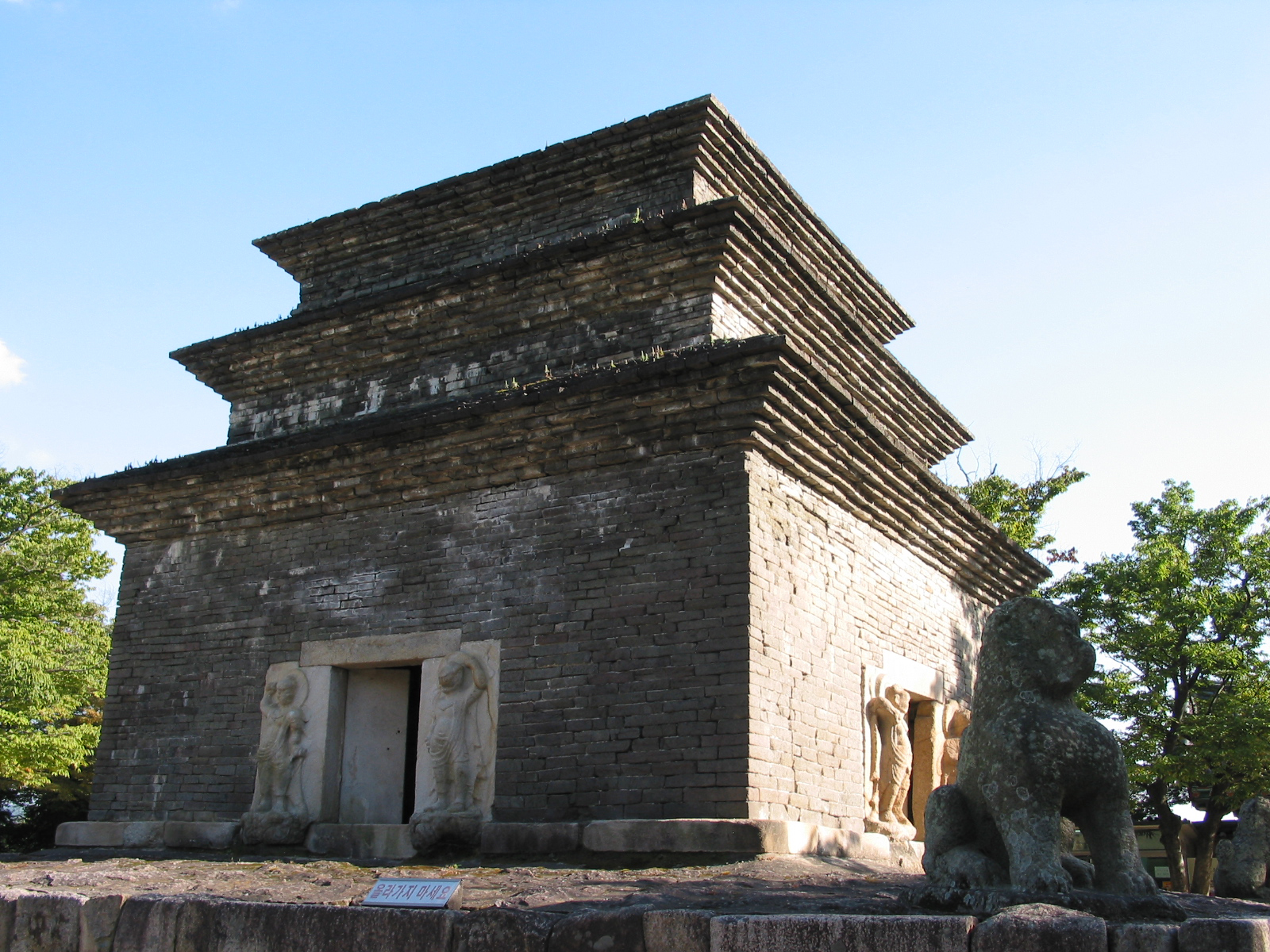
芬皇寺模塼石塔（韓國國寶第30號）

皇龍寺（韓語：황룡사）始建於新羅真興王14年（西元553年），於真興王30年（西元569年）落成，善德女王12年（西元643年）增建一座九層塔。皇龍寺建築在高麗高宗25年（西元1238年），受到高麗蒙古戰爭戰事波及被全部燒毀。1969年進行勘查，發現金堂、講堂、塔址等遺跡的礎石。1976年在皇龍寺遺址進行大規模考古調查，發現皇龍寺獨特的一塔三金堂式寺院配置，估計寺院遺跡面積達2.9公頃，約為佛國寺的8倍。皇龍寺遺跡出土了4萬多件文物，建築下半部的基壇構造已可確認，但上方建材無法正確考證，因此只修復基壇部分。皇龍寺遺址已被列為韓國指定史蹟第6號。
芬皇寺（韓語：분황사）緊鄰皇龍寺遺址北方，是新羅高僧元曉曾修行過的寺廟。芬皇寺推測建於新羅善德女王3年（西元634年），寺內文物經過13世紀高麗蒙古戰爭，以及16世紀萬曆朝鮮之役戰火波及大多已毀壞，現存遺跡最著名為模塼石塔（모전석탑）。芬皇寺模塼石塔推測建於新羅善德女王3年（西元634年），與同時期百濟興建的彌勒寺石塔（建於西元639年）風格差異甚大。模塼石塔據說最初有7至9層，目前僅有3層留存。模塼石塔的基座為正方形，塔身由石材砌成，四個角落分別有一座花崗岩雕成的獅子。塔的四面均有一個門，門兩側有仁王像（인왕상）。芬皇寺模塼石塔被定為韓國國寶第30號。

### 山城地區
山城地區有明活城（另稱為明活山城）遺跡，明活城位於慶州東方的明活山山頂，城垣週長約6公里。明活城最早的歷史紀錄根據三國史記記載，在實聖王4年（西元405年）即有倭寇攻打明活城的紀錄。此地發現的「明活城建造紀念碑」則是記載於真興王12年（西元551年）建城。之後，善德女王（西元632－647年）時期有增建的紀錄。如今，大部分的城牆已傾倒，但仍可看到一些舊日城牆與城堡的遺跡。明活城遺跡已被列為韓國指定史蹟第47號。

### 南山地區
慶州南山位於慶州南方，有大量新羅佛教的歷史遺跡，包括100多處寺院、80多尊石佛、60多座石塔。其中，鮑石亭為古代君王的行宮，原本的建築已不在，只留下如鮑魚形狀的石槽。確切的興建年代不明，約為統一新羅時代（西元668年－935年）的建築。鮑石亭石槽寬約35公分，全長約10公尺。其用途如同王羲之蘭亭集序所描述的曲水流觴，將溪水引進石槽並放上酒杯，以供王公貴族宴飲吟詩之用。此地亦為新羅景哀王在西元927年被俘後自盡之處。鮑石亭遺址已被列為韓國指定史蹟第1號。

## 圖集

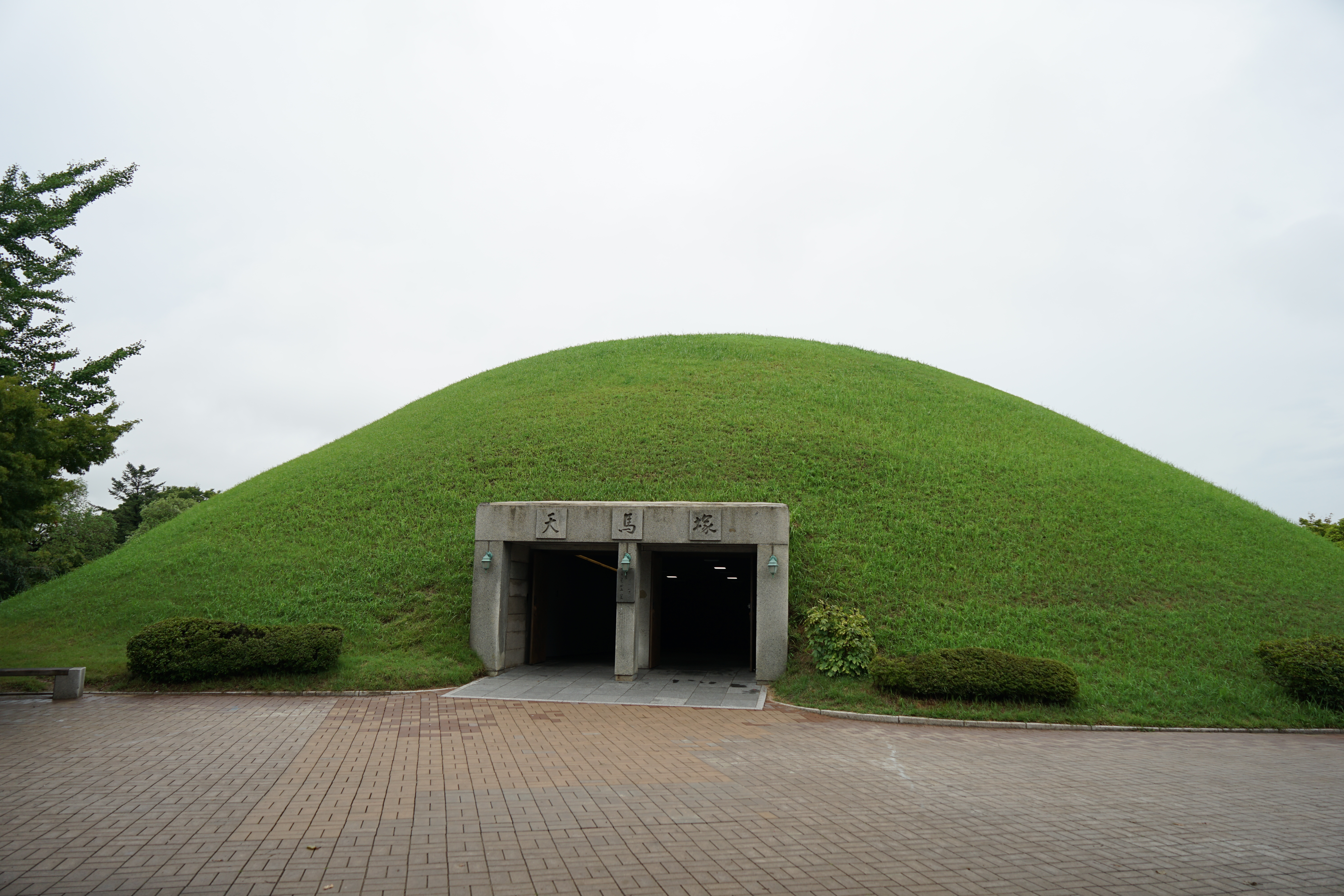
天馬塚
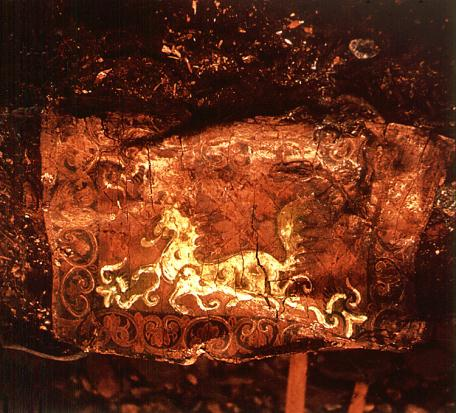
障泥 天馬圖（韓國國寶第207號，存於國立慶州博物館）
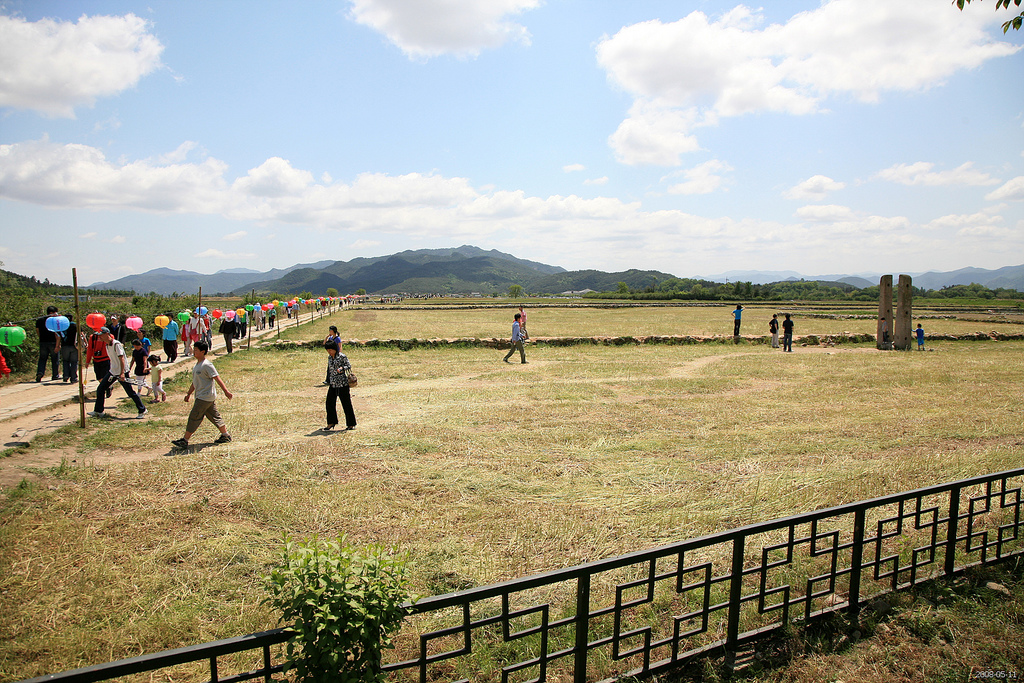
皇龍寺遺址（韓國指定史蹟第6號）
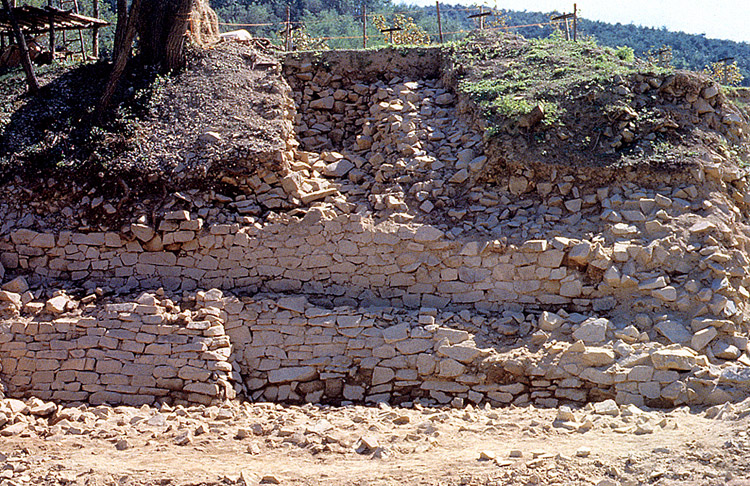
明活城（韓國指定史蹟第47號）
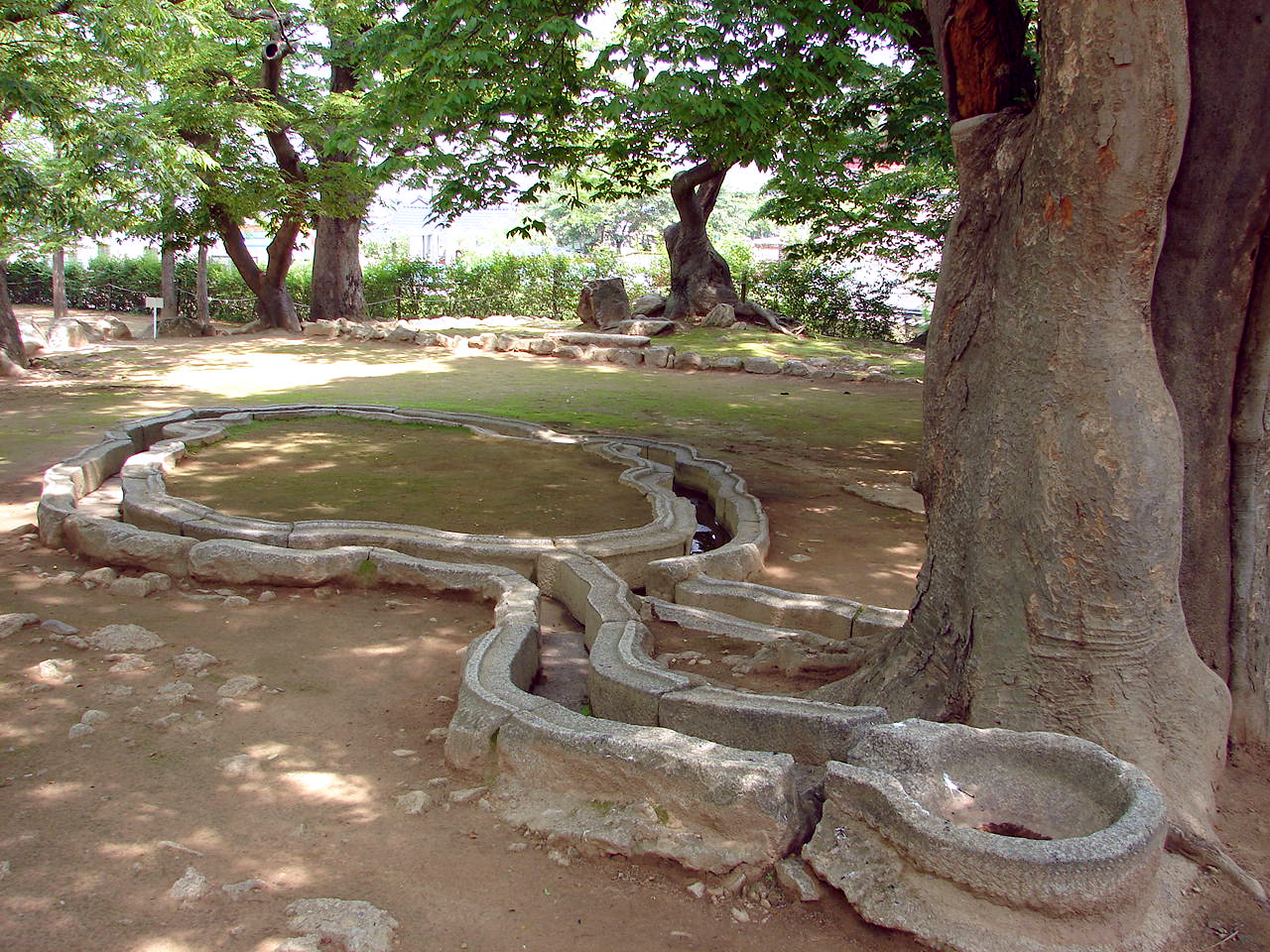
鮑石亭（韓國指定史蹟第1號）

## 世界遺產登錄
2010年11月至12月，第24屆「世界遺產委員會」會議於澳大利亞凱恩斯召開，由韓國申報的項目「慶州歷史遺跡地區」經大會通過，成為韓國第6個世界遺產，世界遺產編號為976號。
该世界遗产被认为满足世界遺產登錄基準中的以下基準而予以登錄：
- （ii）在某期间或某种文化圈里对建筑、技术、纪念性艺术、城镇规划、景观设计之发展有巨大影响，促进人类价值的交流。
- （iii）呈现有关现存或者已经消失的文化传统、文明的独特或稀有之证据。

对标准（ii）具体阐释为“庆州历史遗迹地区包含了众多对韩国佛教和世俗建筑的发展具有特殊意义的遗址和纪念物。”
对标准（iii）具体阐释为“朝鲜半岛被新罗王朝统治了近千年，庆州及其周边地区（包括南山圣山）的遗址和纪念物是其文化成就的杰出见证。”
| 世界遺產編號 | 名稱       | 所在地                       | 保護範圍  | 緩衝範圍 |
| ------------ | ---------- | ---------------------------- | --------- | -------- |
| 976-001      | 南山地區   | 35°51'28.8"N 129°14'20.4"E   | 2,650公頃 | 230公頃  |
| 976-002      | 月城地區   | 35°49'47.99"N 129°13'11.99"E | 70公頃    | 30公頃   |
| 976-003      | 大陵苑地區 | 35°50'24"N 129°11'60"E       | 40公頃    | 50公頃   |
| 976-004      | 皇龍寺地區 | 35°50'34.8"N 129°7'48"E      | 40公頃    | 20公頃   |
| 976-005      | 山城地區   | 35°50'31.19"N 129°9'35.99"E  | 80公頃    | 20公頃   |